# Генрих Опольский
Генрих Опольский (пол. Henryk opolski , 1337/1338 — около 1365) —  князь Опольский (1356 —1365, совместно с братьями).

## Биография
Представитель опольской линии Силезских Пястов. Генрих был третьим и младшим сыном опольского князя Болеслава II (ок. 1300—1356) и Елизаветы Свидницкой (внучки короля Польши Владислава Локетека, 1309/1315 — 1348).
О его жизни мало что известно. Будучи младшим сыном, он был обречен на церковную карьеру. Еще при жизни своего отца Генрих был избран каноником Вроцлавского кафедрального собора.
После смерти князя Болеслава II в 1356 году его сыновья Владислав Опольчик, Болеслав III и Генрих унаследовали Опольское княжество. Владислав сумел уговорить братьев не делить небольшую территорию княжества и признать его доминирующую роль в управлении им. Болеслав и Генрих остались формально соправителями Опольского княжества, но фактически вся власть принадлежала Владиславу.
Около 1356 года Генрих стал предпринимать усилия по получению сана каноника Пражского кафедрального собора. Это последняя информация в источниках о нем как о живом человеке, и, вероятно, вскоре после этого он умер, хотя некоторые историки относят дату его смерти не ранее 1365 года. Место его захоронения неизвестно.